# 東京ディズニーリゾート・コレクションカード
東京ディズニーリゾート・コレクションカード（Tokyo Disney Resort COLLECTION CARDS）は、東京ディズニーリゾート内で販売されているトレーディングカードである。

## 概要
- カードに描かれている絵には、東京ディズニーランドや東京ディズニーシーの風景写真、ショー・パレードなどのエンターテイメントの写真、イメージイラスト、リゾート内におけるディズニーキャラクターの写真などがある。
- 1パック7枚入っており300円で販売されている。また、それとは別に、手にしたカードをチェックできるカードリストが1枚同封されている。

## カードの種類
- カードの名称は基本的に、カード裏面に記載されている名前を元にしているが、重複している名前については、カードの描かれているキャラクター名を追記している。
- 東京ディズニーランドに関連しているカードの背景色は赤色、東京ディズニーシーに関連しているカードの背景色は青色、パーク外に関連しているカードの背景色は黄色になっている。

### 特典カード
上記のパックのほかに、東京ディズニーリゾートの商品の特典として同封されているカードがある。これは、非売品であるため、カードのみでは買えない。また、CDなど東京ディズニーリゾート内外で販売されている商品でも、東京ディズニーリゾート内で販売されているもののみに同封される。
- リロ&スティッチのフリフリ大騒動〜Find Stitch!〜
  - CD「東京ディズニーランド リロ&スティッチのフリフリ大騒動 〜Find Stitch!〜」(2006年4月16日発売)に同封。

## 関連グッズ
- カードを収納するためのカードホルダーが販売されている。